# 拉克夸峰
46°36′38.5″N 10°8′14.5″E / 46.610694°N 10.137361°E
拉克夸峰（義大利語：Piz da l'Acqua），是中歐的山峰，位於意大利和瑞士接壤的邊境，屬於利維尼奧阿爾卑斯山脈的一部分，海拔高度3,126米，每年平均降雨量1,367毫米。